# Хендрикс, Джими
Джеймс Ма́ршалл (Джи́ми) Хе́ндрикс (англ. James Marshall (Jimi) Hendrix; имя при рождении — Джо́нни Аллен Хе́ндрикс (англ. Johnny Allen Hendrix); 27 ноября 1942, Сиэтл, Вашингтон, США — 18 сентября 1970, Лондон, Англия, Великобритания) — американский гитарист-виртуоз, певец и композитор. В 2009 году журнал «Time» назвал Хендрикса величайшим гитаристом всех времён, как и журнал Rolling Stone (трижды - в своих списках величайших гитаристов всех времён). Широко признан как один из наиболее смелых и изобретательных виртуозов в истории рок-музыки.
Хендрикса ещё при жизни называли феноменом и гением. Он открыл бесконечный источник возможностей нового звучания. Говоря о новшествах Хендрикса, критики подчёркивают, что он расширил диапазон и словарь электрогитары, словно изменив лицо рок-музыки.

## Биография

### 1942—1964
Хендрикс родился в Сиэтле (штат Вашингтон) и при рождении получил имя Джонни Аллен Хендрикс. Родители — Эл Хендрикс и Люсиль Джетер (индианка по происхождению). Отец Хендрикса родился в Ванкувере и переехал в Сиэтл, когда женился на Люсиль, в то время ей было 16 лет. Вернувшись с войны, Эл дал сыну новое имя — Джеймс Маршалл.
На Хендрикса оказали огромное влияние события в семье — развод родителей в 1951 году, смерть матери в 1958 году. Джими питал привязанность к своей бабушке Норе Розе Мур. Нора, чей отец был наполовину ирландцем и наполовину чероки, а мать — мулаткой, воспитала в Джими гордость за его американское происхождение. Дед и бабушка Джими были актёрами варьете в Ванкувере.
После смерти матери Джими купил акустическую гитару за 5 долларов, определив этим своё будущее. Бросив школу, он уделял всё свободное время игре на гитаре и прослушиванию старых пластинок Би Би Кинга, Мадди Уотерса, Хаулин Вулфа, Роберта Джонсона и Элмора Джеймса.
Джими от рождения был левшой, однако его отец Эл пытался заставить его играть правой рукой, так как верил, что леворукость связана с дьяволом. Вследствие этого Джими играл правой рукой при отце, в противном случае был риск раз и навсегда лишиться гитары. Тем не менее когда отец уходил, он переворачивал гитару и в результате смог освоить технику «upside-down», то есть играть как левша, но на гитаре, настроенной под правшу. Позже, когда Джими стал жить один, он настроил гитару под левую руку.
После этого Хендрикс играл с несколькими местными сиэтлскими группами. Первой его группой была The Velvetones. Вскоре он был приговорён к 2 годам заключения за угон машины. Но его адвокат смог изменить приговор на 2 года службы в армии, в 101-й воздушно-десантной дивизии. Меньше чем через год Хендрикс был демобилизован из-за травмы, полученной при прыжке с парашютом. В армии Хендрикса характеризовали как очень плохого солдата: он постоянно спал на посту, ему нельзя было поручить ни одного дела. По словам одного из офицеров, «у него не было ни одного положительного качества».
После возвращения из армии Хендрикс и его друг Билли Кокс переехали в Кларксвилл, где создали группу King Kasuals, а затем в Нэшвилл, где они играли, а иногда и жили, в клубах на Джефферсон Стрит — традиционном центре чёрного сообщества Нэшвилла.
В 1964 году Джими Хендрикс перебрался в Нью-Йорк, где под псевдонимом Морис Джеймс начал работать как приглашённый гитарист с такими артистами как Сэм Кук, Тина Тернер и группой The Isley Brothers. Некоторое время он играл в группе Литтл Ричарда, но отношения у них не сложились, и Хендрикс ушёл, взял новый псевдоним Джимми Джеймс и основал собственную группу The Rain Flowers, которую затем переименовал в The Blue Flames. Хендрикс выбрал это название с намёком на одноимённую группу певца из Мемфиса Джуниора Паркера, а также потому, что оно рифмовалось с его сценическим псевдонимом Джимми Джеймс.

### 1965—1966
15 октября 1965 года Хендрикс подписал трёхлетний контракт с Эдом Чалпином: согласно контракту он получал 1 доллар и 1 % гонорара, записываясь с Кёртисом Найтом. Этот контракт позже стал причиной судебной тяжбы между Хендриксом и звукозаписывающими фирмами.
Летом 1966 года у Хендрикса была собственная группа и постоянная работа в клубе «Cafe Wha?» в Нью-Йорке. В этот период Хендрикс познакомился и работал вместе с гитаристами Джеффом Бакстером и Эллен Макилвэйн. Хендрикс стал близким другом гитариста по имени Рэнди Вульф (поскольку в The Blue Flames оказались двое музыкантов с именем Рэнди, Хендрикс придумал для Вулфа псевдоним «Калифорния», поскольку тот недавно переехал из Калифорнии в Нью-Йорк). Позже Рэнди Калифорния стал одним из основателей группы Spirit. Также Хендрикс познакомился с Фрэнком Заппой. Заппа показал Джими только что изобретённую педаль эффектов «wah-wah» (вау-вау), которую Джими впоследствии освоил в совершенстве, и которая стала неотъемлемым элементом его «фирменного» звучания. Также на формирование звука Хендрикса повлияли ряд групп британского вторжения (особенно The Yardbirds и The Who) и классики тяжёлого гаражного рока — The Sonics и Линк Рэй.

### The Jimi Hendrix Experience
Когда на одном из выступлений The Blue Flames в «Cafe Wha?» Хендрикса увидела Линда Кит, подруга Кита Ричардса, она была поражена его игрой и не могла поверить, что он не знаменит. Линда познакомила Хендрикса с ушедшим из группы The Animals Чесом Чандлером, который заключил контракт с Хендриксом, став его продюсером, и помог собрать новую группу The Jimi Hendrix Experience, куда вошли басист Ноэль Реддинг и барабанщик Митч Митчелл. Хендрикс переехал в Лондон. Линда Кит и бывший менеджер The Animals Майк Джеффери устроили грандиозное «открытие таланта из Гринвич-Виллидж», «забыв», что у Джими уже давно была своя группа, в которой он играл под псевдонимом Джимми Джеймс. Вот так Jimmy James and the Blue Flames ушли в прошлое. В 1969 году Хендрикс в интервью настаивал, что Джимми Джеймс — лишь сценический псевдоним, как и Морис Джеймс, но никак не часть названия группы.
Уже после нескольких выступлений у группы появилось множество фанатов. Первым синглом стала кавер-версия песни «Hey Joe», блюза, написанного Билли Робертсом, который был в то время стандартом для рок-групп. Хендрикс слышал, как эту песню исполнял Тим Роуз, и переделал её под свой психоделический стиль. Ещё больший успех пришёл к The Jimi Hendrix Experience после выхода оригинальной композиции «Purple Haze», записанной с сильно искажённым тяжёлым гитарным звуком. Вместе с балладой «The Wind Cries Mary» эти три песни попали в Топ-10.
Хендрикс и его подруга Кэти Итчингем переехали в дом на Брук-стрит, 23 в центре Лондона. По соседству с этим домом, на Брук-стрит, 25, когда-то жил композитор Георг Фридрих Гендель. Хендрикс, зная об этом совпадении, купил записи Генделя. Эти два дома сейчас являются музеем Генделя, который посвящён обоим музыкантам.

### 1967
Вышел первый альбом группы под названием «Are You Experienced».
31 марта 1967 года Хендрикс попал в больницу с ожогами рук — после того как в первый раз поджёг гитару во время выступления в театре «Астория».
Второй альбом — Axis: Bold as Love — развил стиль, обозначенный в «Are You Experienced?». Выход альбома чуть не был сорван, когда Джими потерял мастер-запись первой стороны диска. Так как подходил срок сдачи, Хендрикс и Чендлер за одну ночь смикшировали запись из отдельно записанных партий. Хендрикс потом говорил, что никогда не был полностью доволен результатом.

### 1968
Возрастающая конфронтация с Ноэлом Реддингом, влияние наркотиков и алкоголя, а также усталость наложили свой негативный отпечаток на гастрольное турне The Jimi Hendrix Experience по Скандинавии. 4 января 1968 года Хендрикс был арестован в Стокгольме за погром в номере отеля.
Третий альбом — Electric Ladyland — стал более электронным и экспериментальным, чем предыдущие записи. Он включает 15-минутный блюз «Voodoo Chile», джазовую композицию «Rainy Day, Dream Away/Still Raining, Still Dreaming» и, пожалуй, самую известную версию песни Боба Дилана «All Along the Watchtower». Дилан говорит, что эта версия ему нравится даже больше, чем собственная.
Хендрикс решил вернуться в США и основал в Нью-Йорке свою собственную студию звукозаписи, в которой он мог реализовывать любые свои музыкальные замыслы. Строительство студии, которая была названа «Electric Lady», было завершено только в середине 1970-х, уже после смерти Хендрикса.
Дисциплинированность, аккуратность Хендрикса в работе превратились в эксцентричность, неопределённость. Перфекционизм Хендрикса (песню «Gypsy Eyes» записали только с 43-го дубля, и Джими всё равно не был удовлетворён) в комбинации с пристрастием к наркотикам вынудили Чеса Чендлера уйти, в мае 1968 года он передал управление своему партнёру Майку Джеффери.
Джими заставил гитариста Дэйва Мэйсона сделать более двадцати дублей акустического сопровождения в «All Along the Watchtower». Глубоко неуверенный в своём голосе, Хендрикс часто записывал вокал, спрятавшись за студийными экранами.

### 1969
24 февраля 1969 года The Experience выступила в лондонском «Альберт Холле», сняв фильм, обозначенный как последнее выступление группы. На самом деле музыканты продолжали выступать вместе до 29 июня, когда они выступили на поп-фестивале в Денвере. После этого концерта Ноэль Реддинг объявил, что уходит из группы.
3 мая Хендрикс был арестован в аэропорту Торонто, после того как в его багаже был найден героин, и был отпущен под залог в 10 000 долларов. Хендрикс утверждал, что наркотики были подброшены в его сумку фанатом, что скорее всего является правдой, так как даже после его смерти в анализах не было обнаружено следов героина. Но, несмотря на это, в прессе была запущена кампания о том, что он сидел на героине.
К августу Хендрикс собрал новую группу Gypsy Sun and Rainbows, чтобы сыграть на фестивале в Вудстоке. В состав группы, кроме Хендрикса, вошли басист Билли Кокс, барабанщик Митч Митчелл, ритм-гитарист Ларри Ли, а также Джерри Велез и Юма Султан, игравшие на перкуссии. Это выступление наиболее известно исполнением инструментальной версии гимна США «The Star-Spangled Banner», которая перешла в «Purple Haze», затем в соло и в «Villanova Junction». После завершения программы Джими в ответ на требования публики сыграл свой хит «Hey Joe». Многие[кто?] считают, что это было лучшее выступление Хендрикса.

### 1970 год
The Gypsy Sun and Rainbows не просуществовала долго: под давлением своих друзей, близких к набиравшему в то время силу радикальному негритянскому движению, Хендрикс сформировал новое трио Band of Gypsys, состоявшее только из чернокожих музыкантов. В него вошли басист Билли Кокс и барабанщик Бадди Майлз.
С открытием студии Electric Lady Хендрикс стал проводить больше времени за студийной работой, записывая новые песни.
30 августа 1970 года Хендрикс в последний раз выступил в Великобритании на фестивале «Isle of Wight» вместе с Митчеллом и Коксом. Джими выразил недовольство фанатам из-за того, что те требовали исполнения старых хитов, не желая знать о его новых музыкальных идеях. Видеозапись этого концерта была выпущена под названием «Blue Wild Angel: Live at the Isle of Wight».
6 сентября, на его последнем выступлении на фестивале «Open Air Love & Peace», состоявшемся на острове Фемарн в Германии, Хендрикс поначалу был встречен зрителями чрезвычайно неприветливо (фестиваль был омрачён ужасной погодой и мародёрством «Ангелов ада», нанятых организаторами в качестве охраны), но после первого же номера взял ситуацию под контроль и успешно завершил концерт, включавший 13 песен.
Хендрикс вернулся в Англию и остался там. Утром 18 сентября 1970 года был найден мёртвым в номере лондонского отеля «Samarkand».
Он провёл ночь со своей тогдашней подругой, немкой Моникой Шарлотт Даннеманн, и умер в постели, захлебнувшись рвотными массами после приёма 9 таблеток снотворного. По словам Даннеманн, она заметила, что с Джими происходит что-то не то, однако боялась вызвать врачей из-за находившихся повсюду в квартире наркотиков. Несколько лет спустя Даннеманн утверждала, что Хендрикс был ещё жив, когда его переносили в машину скорой помощи, но её комментарии по этому делу были очень противоречивыми и менялись от интервью к интервью. В фильме-биографии Хендрикса врач, дежуривший тогда на скорой, сказал, что к тому моменту, когда Джими увезли в больницу, спасти его уже было невозможно.
В результате расследования, предпринятого журналистами и друзьями Хендрикса в 1990-е, был опрошен ряд свидетелей, которые независимо друг от друга опровергли показания Моники относительно времени происшествия. В соответствии с отчётом патологоанатома Хендрикс был мёртв уже к 5:30 утра, тогда как звонок в скорую от Моники поступил в 11 часов 18 минут. Было выявлено ещё несколько странных аспектов, которые так и не нашли объяснения. Хендрикс был найден полностью одетым на застеленной кровати; при этом оба водителя скорой и врач, который занимался Джими в госпитале, говорят, что он был очень грязным. Доктор Джон Баннистер был дежурным хирургом в тот день; он вспоминал, что в гортани, глотке и лёгких Хендрикса было значительное количество красного вина. Однако токсикологический отчёт показал крайне низкое содержание алкоголя в крови.
Джими Хендрикс похоронен на Гринвудском кладбище в Рентоне в штате Вашингтон (где покоится его мать) — вопреки завещанию, в котором выразил желание быть погребённым в Англии. Является одним из семи музыкантов, входящих в Клуб 27.
Посмертная дискография Джими Хендрикса насчитывает более 350 записей.
На острове Фемарн в память о последнем концерте Хендрикса установлена глыба гранита с изображением его электрогитары и с соответствующей краткой надписью и датой, выбитыми на камне. В первые выходные сентября на том же месте ежегодно проходит рок-фестиваль имени Джими Хендрикса.

## Музеи и выставки
В мае 2010 года новостное агентство «BBC News» сообщило, что в лондонском доме Джими Хендрикса откроется выставка, приуроченная к 40-летию со дня его смерти. На этой выставке были продемонстрированы рукописная лирика, одежда и другие памятные вещи.

## Избранная дискография

### Студийные альбомы
- Are You Experienced (1967)
- Axis: Bold as Love (1967)
- Electric Ladyland (1968)

### Посмертные альбомы
- The Cry Of Love (записан 1968—1970, выпущен в 1971)
- Rainbow Bridge (записан 1968—1970, выпущен в 1971)
- The Eternal Fire (записан 1965—1967, выпущен в 1971)
- War Heroes (записан 1967—1970, выпущен в 1972)
- Loose Ends (записан 1967—1970, выпущен в 1974)
- Crash Landing (записан 1967—1974, выпущен в 1975)
- Midnight Lightning (записан 1969—1975, выпущен в 1975)
- Nine to the Universe (записан 1969, выпущен в 1980)
- Voodoo Soup (записан 1968—1970, выпущен в 1995)
- First Rays of the New Rising Sun (записан 1968—1970, выпущен в 1997)
- South Saturn Delta (записан 1967—1970, выпущен в 1997)
- Valleys Of Neptune (записан 1967—1970, выпущен в 2010)
- People, Hell & Angels (записан 1967—1970, выпущен в 2013)
- Both Sides Of The Sky (записан 1968—1970, выпущен в 2018)

### Концертные записи
- Band of Gypsys (записан 1 января 1970, выпущен в марте 1970)
- Isle of Wight (записан 30 августа 1970, выпущен в 1971)
- In The West (записан 1969—1970, выпущен в 1972)
- The Jimi Hendrix Concerts (1982)
- Jimi Plays Monterey (1986)
- Radio One (1988)
- Live Isle Of Wight '70 (1991)
- Stages (1991)
- Woodstock (1994)
- BBC Sessions (1998)
- Live at Woodstock (1999)
- Band of Gypsys Live at the Fillmore East (1999)
- Blue Wild Angel (2002)
- Live at Berkeley (2003)
- Live in Maui (2020)

### Сборники
- Smash Hits (апрель 1969)
- The Singles Album (1983)
- Kiss The Sky (1984)
- Jimi Hendrix: Cornerstones 1967-1970 (1990)
- The Ultimate Experience (1992)
- Experience Hendrix: The Best of Jimi Hendrix (1997)
- Blues (1994)
- BBC Sessions (1998)
- The Jimi Hendrix Experience (бокс-сет) (2000)
- Voodoo Child — The Jimi Hendrix Collection (2002)
- The Singles Collection (бокс-сет) (2003)
- Martin Scorsese Presents the Blues: Jimi Hendrix (2003)
- West Coast Seattle Boy: The Jimi Hendrix Anthology (бокс-сет) (2010)
- Winterland (бокс-сет) (2011)